# Pareurystomina acuminata
Pareurystomina acuminata is een rondwormensoort uit de familie van de Enchelidiidae. De wetenschappelijke naam van de soort is voor het eerst geldig gepubliceerd in 1889 door de Man.